# Земляные ракши
Земляны́е ра́кши (лат. Brachypteraciidae) — семейство птиц отряда ракшеобразных (Coraciiformes). Представители семейства распространены в густых лесах Мадагаскара. Исключение составляет длиннохвостая земляная ракша (Uratelornis chimaera), обитающая в буше на юго-западе острова. Название семейства связано с наземным образом жизни птиц. Деревья используются только в качестве убежища. На земле птицы при помощи своих когтей ищут насекомых, других беспозвоночных и мелких рептилий. Свои гнёзда они устраивают в норах. Длина тела составляет от 25 до 49 см.

## Роды и виды
Международный союз орнитологов предлагает следующую классификацию семейства:
- Земляные ракши-ателорнисы (Atelornis) 
  - Синеголовая земляная ракша-ателорнис (Atelornis pittoides)
  - Кросслеева земляная ракша-ателорнис (Atelornis crossleyi)
- Земляные ракши (Brachypteracias) 
  - Коротконогая земляная ракша (Brachypteracias leptosomus)
  - † Brachypteracias lagrandi
- Чешуйчатые земляные ракши Geobiastes
  - Чешуйчатая земляная ракша ( Geobiastes squamiger)
- Длиннохвостые земляные ракши (Uratelornis)
  - Длиннохвостая земляная ракша (Uratelornis chimaera)